# Giovanni Acciaiuoli
Giovanni Acciaiuoli (... – Firenze, 1527) è stato un politico italiano, membro della famiglia fiorentina degli Acciaiuoli.

Stemma degli Acciaiuoli.

Ricoprì diversi incarichi per la Repubblica Fiorentina, tra i quali Podestà inviato nella città di Pistoia nel 1510.
Per un periodo della sua vita visse anche a Roma.
Morì di peste a Firenze nel 1527.